# 埃斯洛厄
绍尔兰地区埃斯洛厄，通称埃斯洛厄，是德国北莱茵-威斯特法伦州的一个市镇。总面积113.35平方公里，总人口9088人，其中男性4550人，女性4538人（2011年12月31日），人口密度80人/平方公里。